# Joseph Wiersma
Josephus (Sjef) Wiersma (Boxtel, 21 maart 1909 – Maastricht, 27 januari 1979) was een Nederlandse douanier en verzetsstrijder in de Tweede Wereldoorlog.
Als lid van de groep-Blok, een deel van de Belastinggroep Maastricht, hielp hij in samenwerking met Belgische verzetsgroepen en een Belgische collega vluchtelingen ontsnappen, waaronder geallieerde vliegeniers. Als erkenning voor zijn rol kreeg hij het Mobilisatie-Oorlogskruis. Op 18 januari 1947 ontving hij in Maastricht de Medal of Freedom. Op 8 juli 1948 ontving hij op het Binnenhof uit handen van de Britse ambassadeur, Sir Philip Nicholls, de King's Medal for Courage in the Cause of Freedom.